# Fußball-Club Bayern München II 2010-2011
Questa voce raccoglie le informazioni riguardanti il Fußball-Club Bayern München II nelle competizioni ufficiali della stagione 2010-2011.

## Stagione
Nella stagione 2010-2011 il Bayern Monaco II, allenato da Hermann Gerland e Rainer Ulrich, concluse il campionato di 3. Liga al 20º posto e fu retrocesso in Regionalliga.

## Rosa
| N. |                        | Ruolo | Calciatore         |
| -- | ---------------------- | ----- | ------------------ |
| 1  | Germania (bandiera)    | P     | Rouven Sattelmaier |
| 2  | Svezia (bandiera)      | D     | Oscar Lewicki      |
| 3  | Germania (bandiera)    | C     | Nicolas Jüllich    |
| 4  | Germania (bandiera)    | D     | Julian Leist       |
| 5  | Ghana (bandiera)       | D     | Christian Saba     |
| 6  | Germania (bandiera)    | C     | Danny Schwarz      |
| 7  | Francia (bandiera)     | A     | Saër Sène          |
| 8  | Paesi Bassi (bandiera) | C     | Boy Deul           |
| 9  | Germania (bandiera)    | A     | Thomas Kurz        |
| 10 | Azerbaigian (bandiera) | A     | Deniz Yılmaz       |
| 11 | Italia (bandiera)      | A     | Nicola Sansone     |
| 13 | Croazia (bandiera)     | D     | Ivan Ćosić         |
| 15 | Germania (bandiera)    | D     | Mario Erb          |
| 16 | Germania (bandiera)    | D     | Cüneyt Köz         |
| 19 | Germania (bandiera)    | D     | Dennis Chessa      |
| 23 | Germania (bandiera)    | C     | Tayğun Kuru        |

| N. |                                 | Ruolo | Calciatore            |
| -- | ------------------------------- | ----- | --------------------- |
| 24 | Germania (bandiera)             | D     | Stefan Schürf         |
| 25 | Germania (bandiera)             | P     | Maximilian Riedmüller |
| 27 | Germania (bandiera)             | D     | Max Dombrowka         |
| 28 | Austria (bandiera)              | C     | Deniz Mujic           |
| 29 | Bosnia ed Erzegovina (bandiera) | A     | Nazif Hajdarović      |
| 30 | Germania (bandiera)             | D     | Diego Contento        |
| 30 | Germania (bandiera)             | C     | Fabian Hürzeler       |
| 32 | Germania (bandiera)             | D     | Florian Pflügler      |
| 33 | Germania (bandiera)             | P     | Ferdinand Oswald      |
| 35 | Germania (bandiera)             | P     | Thomas Kraft          |
| 38 | Germania (bandiera)             | D     | Antonio Pangallo      |
| 39 | Germania (bandiera)             | C     | Bastian Müller        |
| 40 | Germania (bandiera)             | A     | Marcos Álvarez        |
| 41 | Germania (bandiera)             | A     | Steffen Wohlfarth     |
|    | Germania (bandiera)             | C     | Dejan Janjatović      |

## Organigramma societario
Area tecnica
- Allenatore: Rainer Ulrich
- Allenatore in seconda: Gerd Müller
- Preparatore dei portieri: Walter Junghans
- Preparatori atletici:

## Calciomercato

### Sessione estiva
| Acquisti | Acquisti           | Acquisti          | Acquisti |
| R.       | Nome               | da                | Modalità |
| -------- | ------------------ | ----------------- | -------- |
| D        | Ivan Ćosić         | Reutlingen        |          |
| C        | Boy Deul           | Willem II         |          |
| C        | Marcel Holzmann    | Salisburgo        |          |
| C        | Fabian Hürzeler    | Bayern Monaco U17 |          |
| C        | Nicolas Jüllich    | Waldhof Mannheim  |          |
| A        | Thomas Kurz        | Wacker Burghausen |          |
| D        | Julian Leist       | Monaco 1860 II    |          |
| C        | Deniz Mujic        | Dornbirn          |          |
| P        | Rouven Sattelmaier | Jahn Ratisbona    |          |

| Cessioni | Cessioni          | Cessioni          | Cessioni |
| R.       | Nome              | a                 | Modalità |
| -------- | ----------------- | ----------------- | -------- |
| D        | Alexander Aquayo  | TSV Aindling      |          |
| C        | Mehmet Ekici      | Norimberga        |          |
| D        | Björn Kopplin     | Bochum            |          |
| C        | Stefan Riess      | Karlsruhe         |          |
| C        | Dominik Rohracker | Sandhausen        |          |
| C        | Tom Schütz        | Babelsberg        |          |
| A        | Daniel Sikorski   | Górnik Zabrze     |          |
| D        | Oliver Stierle    | Kickers Stoccarda |          |

### Sessione invernale
| Acquisti | Acquisti          | Acquisti              | Acquisti |
| R.       | Nome              | da                    | Modalità |
| -------- | ----------------- | --------------------- | -------- |
| A        | Marcos Álvarez    | Eintracht Francoforte |          |
| D        | Antonio Pangallo  | Ulma                  |          |
| C        | Bastian Müller    | Verl                  |          |
| A        | Steffen Wohlfarth | Ingolstadt 04         |          |

| Cessioni | Cessioni              | Cessioni    | Cessioni |
| R.       | Nome                  | a           | Modalità |
| -------- | --------------------- | ----------- | -------- |
| C        | Christoph Knasmüllner | Inter U19   |          |
| C        | Marcel Holzmann       | Lustenau 07 |          |

## Risultati

### 3. Liga

#### Girone di andata
| Arbitro: | Dittrich |

|         |           |  |
| Paul 2’ | Marcatori |  |

| Arbitro: | Thomsen |

|          |           |                       |
| Kurz 56’ | Marcatori | 90’ (aut.) Riedmüller |

| Arbitro: | Fischer |

|                                           |           |          |
| Kopilaš 13’ Occéan 32’, 48’ Lamprecht 90’ | Marcatori | 56’ Deul |

| Arbitro: | Dingert |

|          |           |  |
| Deul 15’ | Marcatori |  |

| Arbitro: | Seemann |

|                |           |          |
| Kurbjuweit 83’ | Marcatori | 10’ Haas |

| Arbitro: | Alt |

|                        |           |                                     |
| Jüllich 77’ Yılmaz 89’ | Marcatori | 35’ Schnatterer 37’ Spann 43’ Mayer |

| Arbitro: | Nowak |

|                           |           |          |
| Esswein 24’, 46’ Koch 50’ | Marcatori | 35’ Deul |

| Monaco di Baviera 17 settembre 2010, ore 19:00 CEST 8ª giornata | Bayern Monaco II | 0 – 0 referto | Saarbrücken | Grünwalder Stadion (939 spett.)\| Arbitro: \| Sönder \| |
| Arbitro:                                                        | Sönder           |               |             |                                                         |

| Arbitro: | Schmidt |

|               |           |  |
| Rohracker 90’ | Marcatori |  |

| Arbitro: | Benedum |

|            |           |               |
| Yılmaz 10’ | Marcatori | 3’ Schipplock |

| Arbitro: | Thielert |

|  |           |           |
|  | Marcatori | 3’ Janjić |

| Ratisbona 16 ottobre 2010, ore 14:00 CEST 12ª giornata | Jahn Ratisbona | 0 – 0 referto | Bayern Monaco II | Jahnstadion (3 628 spett.)\| Arbitro: \| Unger \| |
| Arbitro:                                               | Unger          |               |                  |                                                   |

| Arbitro: | Steinberg |

|                      |           |                                  |
| Sansone 24’ Deul 77’ | Marcatori | 12’ Busch 29’ Taylor 41’ Piossek |

| Arbitro: | Seidel |

|                         |           |                        |
| Haas 23’ Lechleiter 32’ | Marcatori | 65’ Yılmaz 90’ Jüllich |

| Arbitro: | Blos |

|              |           |  |
| Holzmann 87’ | Marcatori |  |

| Arbitro: | Gorniak |

|  |           |                      |
|  | Marcatori | 72’ Deul 89’ Schwarz |

| Arbitro: | Sönder |

|         |           |            |
| Erb 85’ | Marcatori | 44’ Bender |

| Arbitro: | Petersen |

|                      |           |  |
| Thy 27’ Testroet 28’ | Marcatori |  |

| Arbitro: | Glasmacher |

|          |           |  |
| Deul 45’ | Marcatori |  |

#### Girone di ritorno
| Arbitro: | Dittrich |

|               |           |                         |
| Wohlfarth 50’ | Marcatori | 79’ Makarenko 90’ Koçer |

| Arbitro: | Blos |

|                          |           |  |
| Eberlein 4’ Burkhard 54’ | Marcatori |  |

| Arbitro: | Alt |

|              |           |  |
| Wohlfarth 5’ | Marcatori |  |

| Arbitro: | Gagelmann |

|                       |           |  |
| Kruppke 7’ Fetsch 85’ | Marcatori |  |

| Arbitro: | Steinhaus-Webb |

|                      |           |                  |
| Wohlfarth 66’ (rig.) | Marcatori | 36’, 42’ Ullmann |

| Arbitro: | Thomsen |

|                                      |           |                |
| Mayer 47’ Beisel 77’ Schnatterer 90’ | Marcatori | 90’ Hajdarović |

| Arbitro: | Aarnink |

|         |           |                     |
| Erb 43’ | Marcatori | 24’ Kegel 41’ Solga |

| Arbitro: | Kempter |

|                                        |           |                      |
| Stiefler 30’ Pisano 53’, 71’ Özbek 73’ | Marcatori | 77’ (rig.) Wohlfarth |

| Arbitro: | Benedum |

|  |           |               |
|  | Marcatori | 24’ Danneberg |

| Stoccarda 19 marzo 2011, ore 14:00 CET 29ª giornata | Stoccarda II | 0 – 0 referto | Bayern Monaco II | Gazi-Stadion auf der Waldau (520 spett.)\| Arbitro: \| Dankert \| |
| Arbitro:                                            | Dankert      |               |                  |                                                                   |

| Arbitro: | Petersen |

|                                    |           |  |
| Brosinski 17’ Ziemer 44’ Menga 63’ | Marcatori |  |

| Arbitro: | Nowak |

|  |           |                              |
|  | Marcatori | 10’ Schweinsteiger 69’ Klauß |

| Arbitro: | Glasmacher |

|                |           |  |
| Hille 16’, 51’ | Marcatori |  |

| Arbitro: | Gorniak |

|  |           |            |
|  | Marcatori | 65’ Dausch |

| Arbitro: | Alt |

|                        |           |  |
| Zedi 67’ Reichwein 71’ | Marcatori |  |

| Monaco di Baviera 24 aprile 2011, ore 14:00 CEST 35ª giornata | Bayern Monaco II | 0 – 0 referto | Hansa Rostock | Grünwalder Stadion (1 950 spett.)\| Arbitro: \| Blos \| |
| Arbitro:                                                      | Blos             |               |               |                                                         |

| Arbitro: | Unger |

|               |           |                               |
| Steegmann 68’ | Marcatori | 27’ Wohlfarth 46’, 88’ Yılmaz |

| Arbitro: | Steinberg |

|  |           |                  |
|  | Marcatori | 42’ (rig.) Kroos |

| Arbitro: | Kunzmann |

|  |           |                                                    |
|  | Marcatori | 6’ Wohlfarth 25’ Sansone 39’ Yılmaz 90’ Hajdarović |

## Statistiche

### Statistiche di squadra
| Competizione | Punti | In casa | In casa | In casa | In casa | In casa | In casa | In trasferta | In trasferta | In trasferta | In trasferta | In trasferta | In trasferta | Totale | Totale | Totale | Totale | Totale | Totale | DR  |
| Competizione | Punti | G       | V       | N       | P       | Gf      | Gs      | G            | V            | N            | P            | Gf           | Gs           | G      | V      | N      | P      | Gf     | Gs     | DR  |
| ------------ | ----- | ------- | ------- | ------- | ------- | ------- | ------- | ------------ | ------------ | ------------ | ------------ | ------------ | ------------ | ------ | ------ | ------ | ------ | ------ | ------ | --- |
| 3. Liga      | 30    | 19      | 4       | 5       | 10      | 14      | 21      | 19           | 3            | 4            | 12           | 16           | 33           | 38     | 7      | 9      | 22     | 30     | 54     | -24 |
| Totale       | 30    | 19      | 4       | 5       | 10      | 14      | 21      | 19           | 3            | 4            | 12           | 16           | 33           | 38     | 7      | 9      | 22     | 30     | 54     | -24 |

### Andamento in campionato
| Giornata  | 1  | 2  | 3  | 4  | 5  | 6  | 7  | 8  | 9  | 10 | 11 | 12 | 13 | 14 | 15 | 16 | 17 | 18 | 19 | 20 | 21 | 22 | 23 | 24 | 25 | 26 | 27 | 28 | 29 | 30 | 31 | 32 | 33 | 34 | 35 | 36 | 37 | 38 |
| --------- | -- | -- | -- | -- | -- | -- | -- | -- | -- | -- | -- | -- | -- | -- | -- | -- | -- | -- | -- | -- | -- | -- | -- | -- | -- | -- | -- | -- | -- | -- | -- | -- | -- | -- | -- | -- | -- | -- |
| Luogo     | T  | C  | T  | C  | T  | C  | T  | C  | T  | C  | C  | T  | C  | T  | C  | T  | C  | T  | C  | C  | T  | C  | T  | C  | T  | C  | T  | C  | T  | T  | C  | T  | C  | T  | C  | T  | C  | T  |
| Risultato | P  | N  | P  | V  | N  | P  | P  | N  | P  | N  | P  | N  | P  | N  | V  | V  | N  | P  | V  | P  | P  | V  | P  | P  | P  | P  | P  | P  | N  | P  | P  | P  | P  | P  | N  | V  | P  | V  |
| Posizione | 13 | 12 | 17 | 13 | 13 | 15 | 18 | 18 | 19 | 19 | 19 | 17 | 19 | 19 | 18 | 17 | 17 | 19 | 15 | 18 | 20 | 17 | 17 | 19 | 19 | 20 | 20 | 20 | 20 | 20 | 20 | 20 | 20 | 20 | 20 | 20 | 20 | 20 |

Legenda:

Luogo: C = Casa; T = Trasferta. Risultato: V = Vittoria; N = Pareggio; P = Sconfitta.

### Statistiche dei giocatori
| D. Alaba       | 10 | 0 | 0  | 0 |
| D. Chessa      | 0  | 0 | 0  | 0 |
| D. Contento    | 8  | 0 | 1  | 0 |
| B. Deul        | 31 | 6 | 1  | 0 |
| M. Dombrowka   | 27 | 0 | 7  | 0 |
| M. Erb         | 31 | 2 | 10 | 0 |
| M. Haas        | 18 | 1 | 5  | 0 |
| N. Hajdarović  | 30 | 2 | 3  | 0 |
| M. Holzmann    | 9  | 1 | 2  | 0 |
| F. Hürzeler    | 0  | 0 | 0  | 0 |
| D. Janjatović  | 1  | 0 | 0  | 0 |
| N. Jüllich     | 34 | 2 | 8  | 0 |
| C. Knasmüllner | 17 | 0 | 1  | 0 |
| T. Kraft       | 6  | 0 | 0  | 0 |
| T. Kuru        | 0  | 0 | 0  | 0 |
| T. Kurz        | 29 | 1 | 2  | 0 |
| C. Köz         | 9  | 0 | 1  | 0 |
| J. Leist       | 31 | 0 | 2  | 0 |
| O. Lewicki     | 33 | 0 | 2  | 0 |
| D. Mujic       | 23 | 0 | 2  | 0 |
| B. Müller      | 7  | 0 | 1  | 0 |
| F. Oswald      | 3  | 0 | 0  | 0 |
| A. Pangallo    | 18 | 0 | 1  | 0 |
| F. Pflügler    | 1  | 0 | 1  | 0 |
| M. Riedmüller  | 20 | 0 | 0  | 0 |
| C. Saba        | 6  | 0 | 1  | 0 |
| N. Sansone     | 28 | 2 | 1  | 1 |
| R. Sattelmaier | 10 | 0 | 0  | 0 |
| D. Schwarz     | 14 | 1 | 1  | 0 |
| S. Schürf      | 0  | 0 | 0  | 0 |
| S. Sène        | 2  | 0 | 0  | 0 |
| D. Van Buyten  | 1  | 0 | 0  | 0 |
| S. Wohlfarth   | 19 | 6 | 5  | 0 |
| D. Yılmaz      | 27 | 6 | 1  | 0 |
| M. Álvarez     | 11 | 0 | 0  | 0 |
| I. Ćosić       | 4  | 0 | 0  | 0 |